# Muscle squelettique
Les muscles squelettiques sont des muscles striés sous contrôle volontaire du système nerveux central. Ils constituent la partie active de l'appareil locomoteur.
Le corps humain comprend environ 600 muscles squelettiques.

## Structure
Un muscle squelettique est généralement constitué d'un ventre musculaire où se produit la contraction musculaire. C'est dans cette partie que se trouvent les cellules musculaires.
Le ventre musculaire est relié par des tendons aux parties qu'il mobilise en général les os. Mais cela peut être la face profonde du derme, on parle alors de muscle cutané, ou encore des cartilages ou des organes dans le cas des muscles striés viscéraux.
Le muscle peut comporter deux ventres reliés par un tendon intermédiaire pour constituer un muscle digastrique.
Le ventre peut se diviser en plusieurs parties possédant des attaches distinctes constituant des chefs musculaires. Cette division intervient dans la terminologie :
- muscle biceps : muscle possédant deux chefs musculaires,
- muscle triceps : muscle possédant trois chefs musculaires,
- muscle quadriceps : muscle possédant quatre chefs musculaires.

Les muscles squelettiques peuvent être classés suivant l'organisation de leurs fibres :
- les muscles fusiformes en forme de fuseau avec un ventre plus large au centre comme le muscle biceps brachial ;
- les muscles droits (ou parallèles) présentent des faisceaux de fibres parallèles dans le grand axe du muscle et se terminant par des tendons plats aux deux extrémités comme le muscle droit de l'abdomen ;
- les muscles plats : minces et larges occupant une grande surface comme le muscle grand dorsal ;
- les muscles carrés qui sont des muscles plats de forme approximativement carrée comme le muscle carré des lombes ;
- les muscles triangulaires qui possèdent des faisceaux qui s’insèrent sur un ligne puis convergent vers un tendon comme le muscle deltoïde ;
- les muscles orbiculaires en forme d'anneau autour d'une ouverture comme le muscle orbiculaire de la bouche ;
- les muscles sphincters également à structure circulaire comme le muscle sphincter externe de l'anus ;
- les muscles dilatateurs qui agrandissent des ouvertures comme le muscle stylo-pharyngien ;
- les muscles pennés (ou penniformes) dont les fibres sont obliques par rapport au grand axe du muscle:
  - les muscles unipennés dont les fibres se fixent obliquement sur une face latérale d'un tendon comme le muscle soléaire ;
  - les muscles bipennés dont les fibres se fixent obliquement de part et d'autre d'un tendon central comme les muscles interosseux de la main ;
  - les muscles multipennés dont les fibres se fixent obliquement de part et d'autre de plusieurs tendons comme le muscle semi-tendineux.

Ils peuvent également être classés en fonction de leur action :
- les muscles fléchisseurs provoquant la flexion d'un segment squelettique par rapport à un autre,
- les muscles extenseurs provoquant l'extension d'un segment squelettique par rapport à un autre,
- les muscles pronateurs provoquant la rotation d'un segment squelettique de dehors en dedans,
- les muscles supinateurs provoquant la rotation d'un segment squelettique de dedans en dehors,
- les muscles rotateurs provoquant la rotation d'un segment squelettique par rapport à un autre,
- les muscles sphincters à structure circulaire permettant de fermer un orifice comme le muscle sphincter externe de l'anus,
- les muscles adducteurs provoquant le rapprochement d'un segment squelettique vers un axe médian,
- les muscles abducteurs provoquant l'éloignement d'un segment squelettique un axe médian.

Pour ces deux dernières fonctions l'axe de référence est l'axe médian du corps, sauf pour les muscles des mains et des pieds où l'axe de référence est l'axe passant par les troisièmes phalanges en extension et le troisième métacarpien pour la main ou métatarsien pour le pied.

### Insertions musculaires
Les insertions musculaires sont nommées en fonction de leur position :
- Insertion supérieure ou inférieure,
- insertion médiale ou latérale,
- insertion distale ou proximale.

L'insertion qui ne bouge pas lors de la contraction musculaire (la proximale le plus souvent) est nommée origine du muscle, l'autre extrémité étant nommée insertion proprement dite.

## Histologie
Les muscles striés squelettiques sont constitués de cellules musculaires : les rhabdomyocytes.
Celles-ci sont regroupées en fascicules musculaires entourés par un tissu conjonctif : le périmysium. Au sein du fascicule chaque myocyte est gainé par un tissu conjonctif relié au périmysium : l'endomysium.
L'ensemble du muscle est recouvert par un tissu conjonctif formant l'épimysium.
Au sein des structures conjonctives les vaisseaux sanguins assurent l'apport des nutriments et les fibres nerveuses le contrôle des contractions et la sensibilité proprioceptive.
Les structures conjonctives sont reliées entre elles et se regroupent pour former les tendons permettant l'ancrage des muscles sur les structures que ceux-ci mobilisent (os, peau, cartilages).
Les neurones moteurs contrôlent la contraction ou le relâchement des cellules musculaires par le biais de la plaque motrice, c'est là que se fait la transmission neuromusculaire.
Certaines cellules musculaires sont spécialisées en mécanorécepteurs au sein des fuseaux neuromusculaires permettant la proprioception.

## Constitution chimique
Les muscles sont constitués principalement d'eau (75 %), d'éléments minéraux (sodium, potassium, calcium) et de protéines : la myoglobine et de deux protéines essentielles à la contraction : l'actine et la myosine.

## Myogenèse
Les muscles squelettiques sont issus du myotome, somite issu du mésoderme paraxial. Le myotome contient les myoblastes, cellules précurseuses des muscles. Durant la gestation puis l'enfance ou durant une guérison à la suite d'une lésion, ces cellules se divisent et fusionnent entre elles pour former des myotubes. Ce sont des cellules longues et plurinucléaires (plusieurs noyaux). Les myotubes synthétisent ensuite les protéines contractiles (actine et myosine) et se transforment en myocytes. Les myocytes sont plus ou moins longs suivant le muscle (ils peuvent atteindre 35 cm de long) et ont un diamètre de 10 à 100 micromètres. Les noyaux sont repoussés à la périphérie de la cellule et la majorité du cytoplasme est occupé par les protéines contractiles et le réticulum sarcoplasmique. Les myocytes ne peuvent pas se diviser mais grandissent en augmentant le volume du cytoplasme. Dans un muscle adulte le nombre de myoblastes (ou cellules satellites) est limité, ils ne jouent plus qu'un rôle de réparation des myocytes lésés à la suite d'efforts d'intensité ou de durée inhabituelles.

## Système musculaire

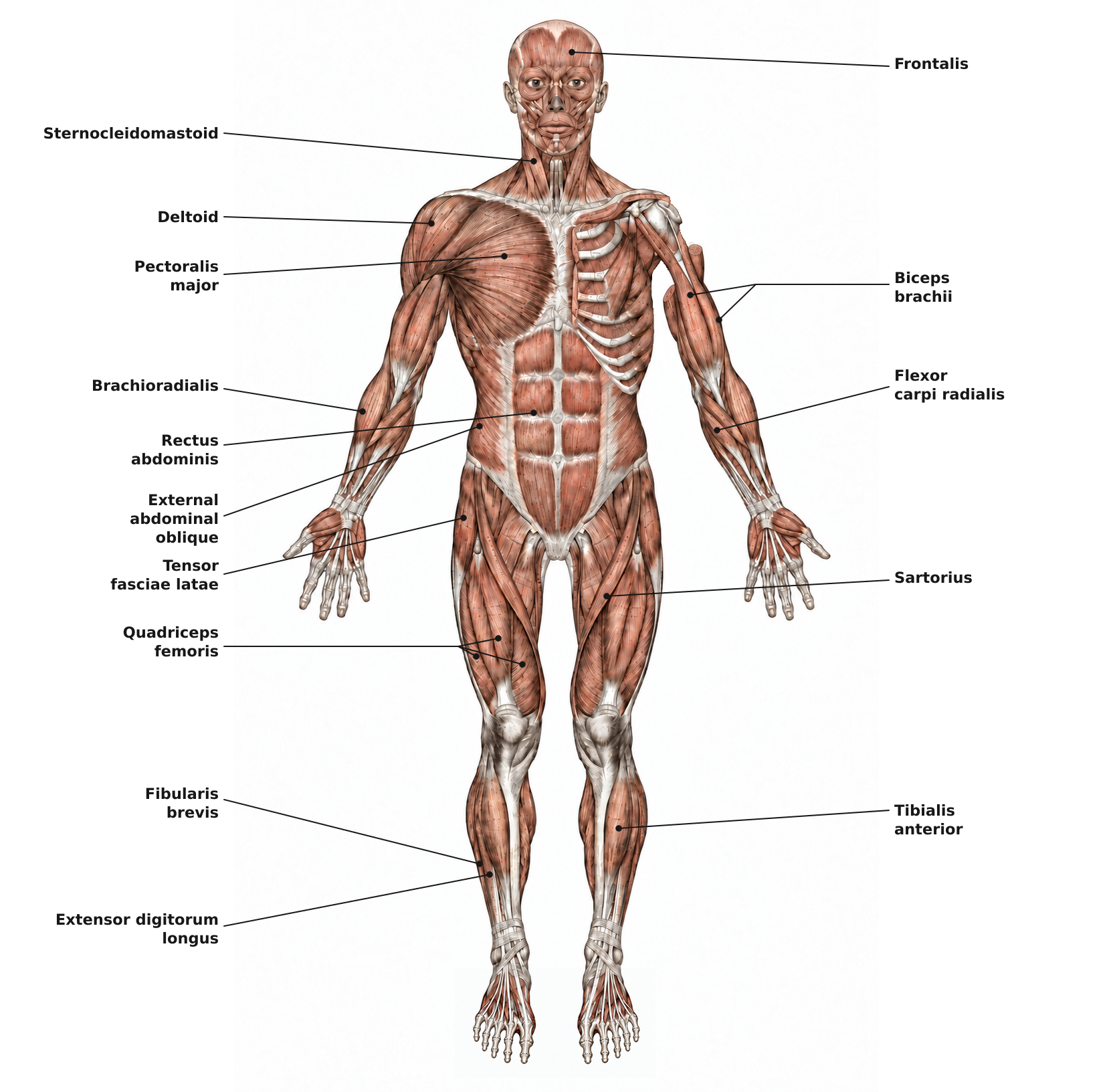
Muscles chez un homme, vue antérieure.

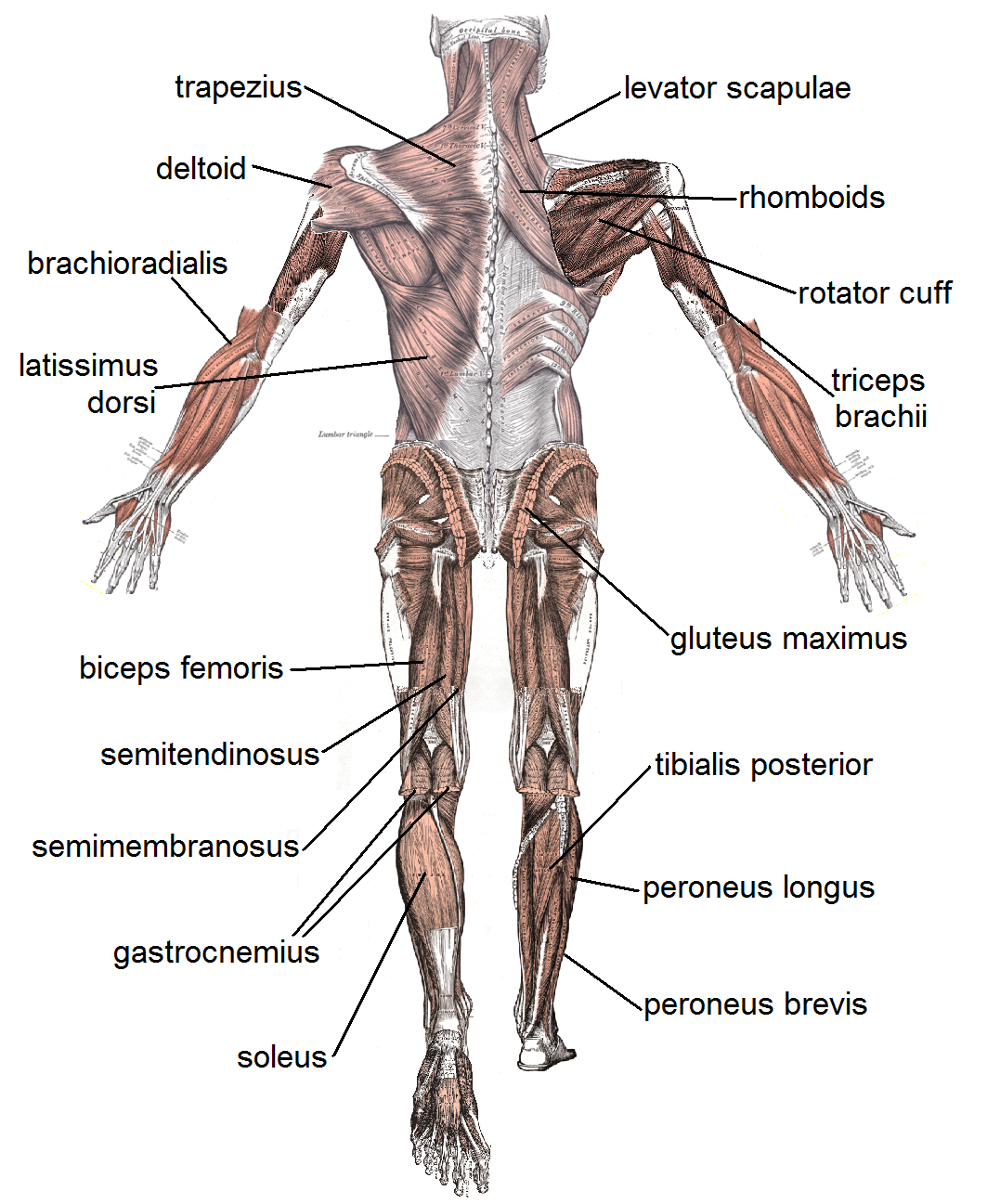
Muscles chez un homme, vue postérieure.

Le système musculaire comporte 600 muscles squelettiques constants, auxquels s'ajoutent les muscles inconstants ou accessoires. Chez l'adulte, ils représentent 43 % de la masse du corps.

## Fonctions
Les muscles striés ont cinq propriétés essentielles :
- l'excitabilité : est la propriété que possède un muscle à réagir à une stimulation par la production de phénomènes électriques par l'intermédiaire de produits chimiques ;
- la contractilité : est la propriété du tissu musculaire à se contracter avec force en présence de la stimulation appropriée, et de mobiliser ainsi les éléments osseux auxquels ses fibres sont rattachées ; le muscle peut se contracter sans qu'il n'y ait de mouvement (régime de contraction isométrique) ou bien se contracter avec apparition de mouvement, soit avec un raccourcissement global du muscle (rapprochement des points d'insertion, régime de contraction concentrique), soit avec un allongement de celui-ci (éloignement des points d'insertion, régime de contraction excentrique) ;
- l'élasticité : est la propriété du tissu musculaire de reprendre sa forme initiale lorsque s'arrête la contraction ;
- la tonicité : est la propriété du muscle à être dans un état permanent de tension (tonus musculaire) ;
- la plasticité : est la propriété du muscle à modifier sa structure selon le travail qu'il effectue et à s'adapter au type d'effort.

Le muscle squelettique exerce quatre fonctions importantes : la mobilisation du corps dans son environnement extérieur, le maintien de la posture globale du corps, la stabilité des articulations et la production de chaleur.

## Physiologie
Les myocytes se contractent en réponse à une stimulation nerveuse. Celle-ci provoque la dépolarisation de la membrane plasmique, appelée sarcolemme dans le cas du muscle. Le signal se propage le long du sarcolemme. La dépolarisation entraîne une activation du récepteur DHP. Le récepteur de DHP par changement conformationnel, se couple au récepteur de ryanodine du réticulum sarcoplasmique. Le récepteur de ryanodine libère alors du calcium, vers le cytoplasme puisque le gradient de concentration calcique y est favorable. Ce sont les ions calcium qui déclenchent la contraction proprement dite en se fixant sur les protéines contractiles. Le repompage des ions calcium dans le réticulum sarcoplasmique provoque la relaxation. L'ensemble de ces phénomènes est appelé le couplage excitation-contraction.
Lorsque les réserves d'oxygène fixées par la myoglobine sont épuisées (ce qui prend largement moins d'une seconde), et que le flux de sang et donc d'oxygène ne s'est pas encore adapté à la demande (ce qui prend plusieurs secondes, et même plusieurs minutes pour atteindre le débit maximal) la cellule produit de l'ATP en absence d'oxygène, d'abord en consommant une partie de son stock de phosphocréatine (PCr), puis par la glycolyse. Cette dernière donne lieu à la production d'acide lactique (ou lactate). La puissance est supérieure mais le rendement est moindre. Une fois l'approvisionnement sanguin adapté, la cellule se remet en mode aérobie : la puissance est moindre, mais l'acide lactique est consommé et le rendement général est meilleur.
Le bon fonctionnement des muscles nécessite une source d'énergie par l'apport de sucres issus de notre alimentation (combustible) et d'oxygène prélevé dans l'air ambiant par les poumons (comburant). La circulation sanguine permet de véhiculer ces produits dans le muscle et d'évacuer le gaz carbonique (CO2) ou les produits toxiques, résultant du catabolisme, dans le torrent circulatoire (circulation sanguine générale). Tout travail musculaire doit également passer par une phase suffisante de repos physiologique pour permettre la régénération métabolique du système. À défaut de tout repos, le métabolisme musculaire produit de l'acide lactique (lactates, fermentation, métabolisme anaérobie) et le muscle passe par l'état douloureux d'une crampe. Ceci réduit ou stoppe l'activité musculaire, contraignant ainsi le muscle à transiter par une régénération métabolique salutaire, ou phase de repos physiologique. L'énergie musculaire est principalement constituée d'ATP par le biais de la transformation du glucose (glycogène, glucides) via le cycle de Krebs (métabolisme aérobie).
C'est le système nerveux central qui coordonne l'action des muscles. Exemples :
- le mouvement de flexion : si l'avant-bras du bras est rapproché, le biceps est contracté tandis que le triceps est relâché ;
- le mouvement d'extension : si l'avant-bras du bras est éloigné, le triceps est contracté tandis que le biceps est relâché.

## Aspect clinique

### Activité physique
L'activité physique est souvent recommandée comme moyen d'améliorer les capacités motrices, l'agilité et la force musculaire. L'activité physique a divers effets sur les muscles, les tissus conjonctifs, les os, et les nerfs qui stimulent les muscles.

### Maladies
Ces muscles sont sensibles à plusieurs pathologies, spécifiques ou non :
- troubles neuromusculaires ;
- myasthénie, syndrome myasthénique de Lambert-Eaton, tétanos, botulisme ;
- les myopathies sont toutes les maladies qui affectent le muscle lui-même, plutôt que son contrôle nerveux ;
- la myofasciite à macrophages entraîne aussi diverses douleurs, une altération de l'état général, des troubles du sommeil et des troubles cognitifs.
- les dystrophies musculaires sont un grand groupe de maladies, pour la plupart héréditaires, où l'intégrité du muscle est compromise. Cela entraîne une perte progressive de force, une haute dépendance et une vie raccourcie ;
- troubles musculaires inflammatoires :
  - polymyalgia rheumatica (ou « rhumatisme musculaire »),
  - dermatomyosite, myosite à corps d'inclusion et autres myosites (dont les anciennes polymyosites) ;
- rhabdomyolyse ;
- tumeurs musculaires : rhabdomyome et rhabdomyosarcome.

Depuis un siècle environ, des cas d'hypertrophie musculaire pathologique, d'origine neurogène ont été constatés (il s'agit souvent d'un élargissement douloureux d’un mollet chez un patient de sexe masculin de 32 à 60 ans. Le patient a souvent des antécédents de lombosciatalgies (hernies discales et les canaux lombaires anormalement étroits constituant 68 % des causes), de radiothérapie ou de traumatisme, dans un cas induite par une coupure du nerf sciatique par balle,.

### Filmographie
- Les chaînes musculaires, film de Gilles Péninou, Kinémédia, Chantepie, 2003, 6 DVD